# Conferenza di Pace di Staten Island
La Conferenza di pace di Staten Island fu un breve incontro tenutosi nella speranza di porre fine alla guerra d'indipendenza americana. La conferenza ebbe luogo l'11 settembre 1776 nella residenza del colonnello Christopher Billop, a Staten Island, l'odierno borough di New York. I partecipanti furono l'ammiraglio Lord Richard Howe, in rappresentanza del Regno di Gran Bretagna, e John Adams, Benjamin Franklin e Edward Rutledge, membri del Secondo congresso continentale e rappresentanti degli Stati Uniti d'America.
Poiché l'autorità dell'ammiraglio Howe era estremamente limitata, i delegati del Congresso americano furono fin da subito pessimisti sull'esito dell'incontro. La conferenza fu programmata per i giorni seguenti la battaglia di Long Island, tuttavia durò appena tre ore e si concluse con un fallimento. Gli americani infatti insistevano per il riconoscimento della loro Dichiarazione d'indipendenza ma i limitati poteri di Howe non potevano far fronte a tale richiesta. Terminata la conferenza, i britannici continuarono la loro campagna militare per ottenere il controllo di New York.

## Gli antefatti

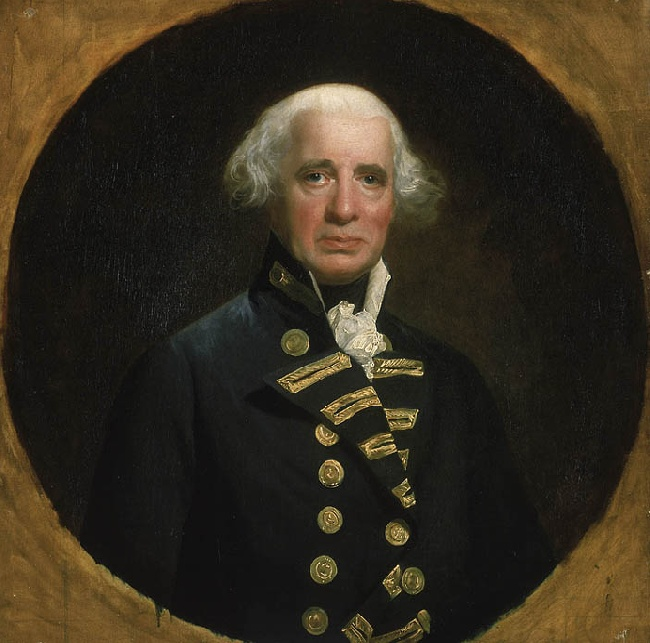
Ammiraglio Richard Howe

Quando i britannici pianificarono come affrontare la ribellione scoppiata nelle loro colonie nordamericane tra il 1775 e il 1776, decisero di inviare una vasta spedizione ad occupare New York. Il compito fu affidato a due fratelli: l'ammiraglio Lord Richard Howe e il generale William Howe, rispettivamente comandanti della componente navale e terrestre della forza di spedizione. Credendo che il problema potesse essere risolto anche per via diplomatica, i due fratelli chiesero di ricevere anche il potere di negoziazione con i ribelli. L'ammiraglio infatti aveva discusso informalmente la questione con Benjamin Franklin tra il 1774 e il 1775, ma senza successo, mentre il generale riteneva che il problema della tassazione potesse essere risolto mantenendo la supremazia del Parlamento inglese. Anche se con riluttanza, il re Giorgio III di Gran Bretagna accettò di conferire ai fratelli Howe limitati poteri diplomatici, tuttavia il Segretario di Stato, Lord George Germain, tenne una linea dura ed insistette che non fosse concesso loro i poteri per negoziare quanto riguardava lo slogan niente tassazione senza rappresentanza (no taxation without representation) o le leggi intollerabili. Di conseguenza, agli Howe venne concessa la possibilità di garantire il perdono reale o l'amnistia ma non di fare concessioni di alcun tipo ai ribelli. Fu inoltre ordinato loro di sciogliere il Congresso continentale, ristabilire le assemblee originarie, instaurare il regime di autotassazione previste dalla Risoluzione conciliatrice proposta da Germain e approvata dal Parlamento e infine di promettere ai coloni una futura ridiscussione delle questioni che hanno portato alla ribellione. Nessuna concessione sarebbe stata permessa fino al termine del conflitto e le assemblee coloniali non avessero ammesso la supremazia del Parlamento.

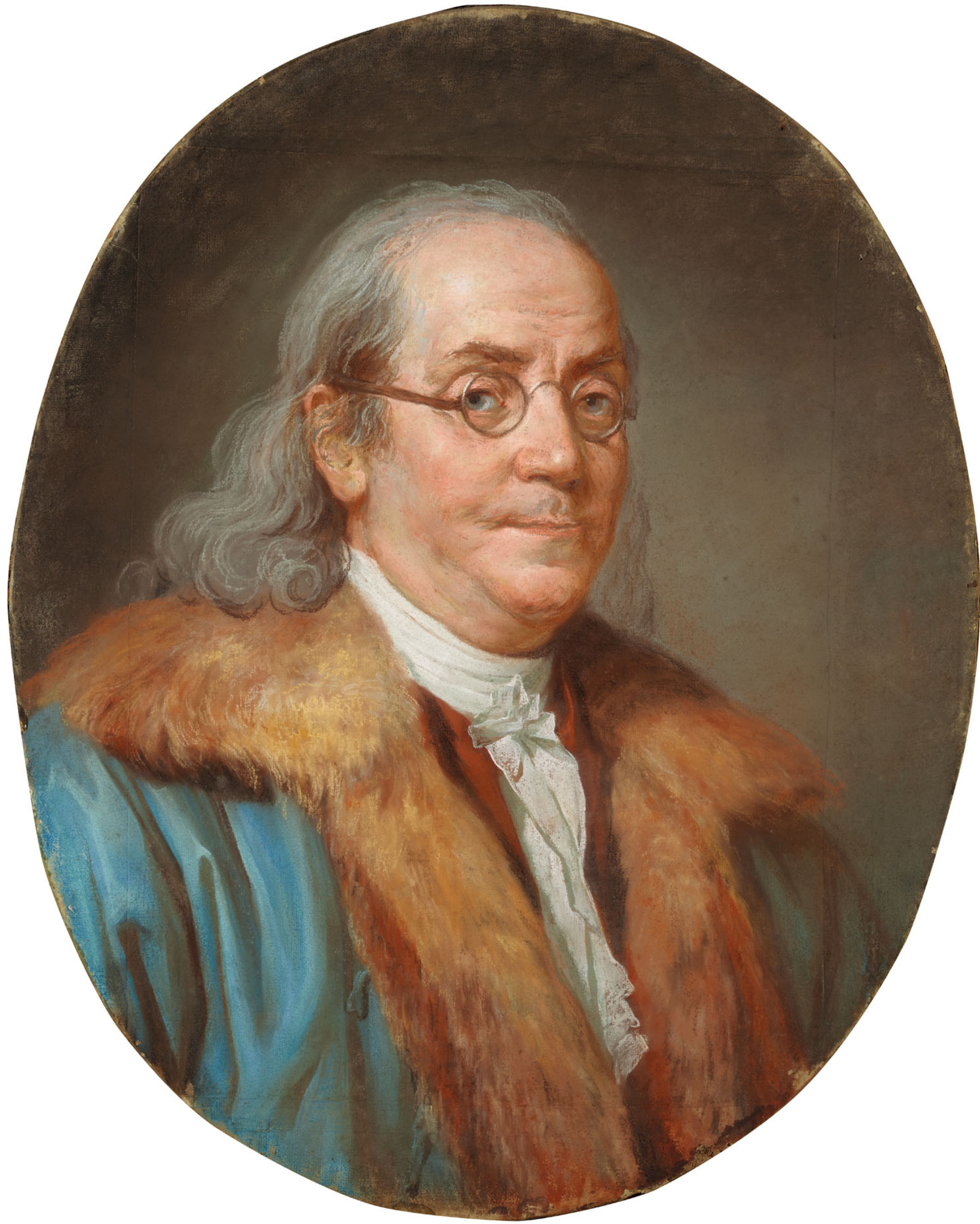
Benjamin Franklin

Dopo l'arrivo della flotta nel luglio 1776, l'ammiraglio Howe fece ripetuti tentativi per comunicare con George Washington. Due lettere dell'ammiraglio furono rigettate da Washington perché Howe non gli riconosceva il grado di generale. Washington accettò comunque un incontro, il 20 luglio, con l'aiutante di Howe, il colonnello James Patterson, durante il quale comprese che Howe aveva l'unico potere di concedere il perdono reale. Lord Howe scrisse quindi una lettera a Benjamin Franklin, proponendo una tregua e offrendo il perdono del re. Dopo che Franklin ebbe letto la lettera di fronte al Congresso, il 30 luglio, scrisse la risposta all'ammiraglio: "Il perdono immediato offerto alle colonie, le vere parti lese, [...] non può avere altro effetto che accrescere il nostro risentimento. Impossibile per noi pensare di doverci sottomettere ad un governo che con immotivate barbarità e crudeltà ha bruciato le nostre case, [...] aizzato i selvaggi a massacrare i nostri pacifici contadini, i nostri schiavi ad uccidere i loro padroni e ancor più ora che ha portato qui mercenari stranieri per bagnare di sangue i nostri insediamenti." Aggiunse però che sarebbero stati favorevoli ad una possibile riconciliazione.
Nella battaglia di Long Island del 27 agosto 1776, le forze britanniche occuparono con successo la zona dell'odierno Brooklyn, sull'isola di Long Island, obbligando Washington a ritirare il suo esercito a Manhattan. Dopo il successo, l'esercito inglese si fermò per riorganizzarsi e i fratelli Howe ne approfittarono per avviare una soluzione diplomatica. Durante la battaglia avevano catturato diversi ufficiali d'alto rango americani, incluso il generale John Sullivan. I fratelli lo convinsero che un incontro con i membri del Congresso avrebbe potuto fruttare a entrambe le parti e lo liberarono con la promessa di consegnare un messaggio al Congresso a Philadelphia, proponendo un incontro informale per discutere sulla fine del conflitto armato tra la Gran Bretagna e le colonie ribelli. Dopo che Sullivan ebbe consegnato il messaggio, John Adams commentò accusando i britannici di aver inviato Sullivan come esca per "sedurci a rinunciare alla nostra indipendenza"; alcuni però affermarono che fosse solo un tentativo per spingere il Congresso a prolungare la guerra. Tuttavia, il Congresso accettò di inviare tre suoi membri, ovvero John Adams, Benjamin Franklin e Edward Rutledge, ad incontrare Lord Howe. Il loro compito era di "porre alcune domande e ricevere le risposte [di Howe]" e nient'altro. Quando l'ammiraglio Lord Howe venne a sapere dei limitati poteri dei tre inviati, rifletté se annullare l'incontro ma decise di continuare dopo essersi consultato con suo fratello, il generale Howe. Ad ogni modo, nessuno dei presenti all'incontro pensò mai che si sarebbe giunti a un accordo.
Lord Howe inizialmente intendeva incontrare i tre uomini come privati cittadini, poiché i britannici non riconoscevano il Congresso come un'autorità legittima. Perché la conferenza potesse avere luogo, accettò la richiesta degli americani di riconoscerli come rappresentanti ufficiali del Congresso.

## L'incontro

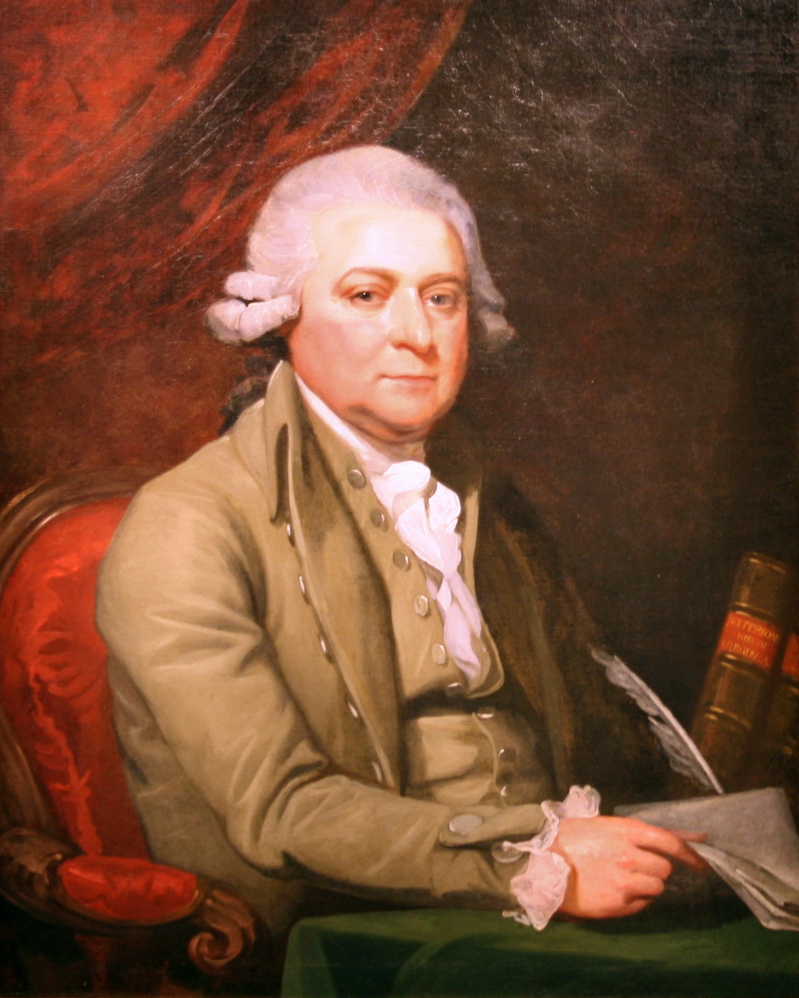
John Adams

L'abitazione di Christopher Billop a Staten Island venne scelta come luogo dell'incontro. L'edificio era stato occupato dai soldati britannici ed era in condizioni sudicie ma una stanza venne ripulita e preparata per l'incontro. L'accordo prevedeva che un ufficiale britannica sarebbe rimasto nelle linee americane come garanzia, tuttavia i delegati del Congresso gli chiesero di accompagnarli fino alle linee inglesi. Giunti lì, la delegazione venne accompagnata oltre le linee assiane, fino alla casa di Billop, dove venne servito loro un pasto.
L'incontro durò tre ore durante le quali i due schieramenti non furono in grado di trovare un comune accordo. Gli americani insistevano perché i britannici riconoscessero la loro recente dichiarazione di indipendenza, tuttavia, Lord Howe ribatteva di non avere l'autorità per concedere quanto richiesto. Quando poi Edward Rutledge chiese se avesse l'autorità di abolire la Legge di divieto (Prohibitory Act), che prevedeva anche un blocco navale delle colonie, come affermato da Sullivan, Howe obiettò, affermando che Sullivan era in errore. L'autorità data a Howe includeva la possibilità di sospenderne l'esecuzione, se le colonie avessero accettato di pagare una contribuzione fissa invece delle tasse che il Parlamento aveva imposto loro. Ad ogni modo, prima che ciò potesse avvenire, le colonie avrebbero dovuto cessare ogni ostilità contro la Gran Bretagna.
Per la maggior parte del tempo, entrambe le parti ebbero un comportamento cordiale, tuttavia, quando Lord Howe affermò che avrebbe sentito la perdita dell'America "come la perdita di un fratello", Franklin lo informò che "faremo il massimo sforzo per salvare, vostra signoria, quella mortificazione." Lord Howe quindi ribatté di vedere i delegati americani nient'altro che soggetti ai britannici, provocando la risposta di Adams: "Vostra signoria può considerarmi sotto la luce che più lo aggrada, [...] eccetto che soggetto ai britannici."

## Le conseguenze

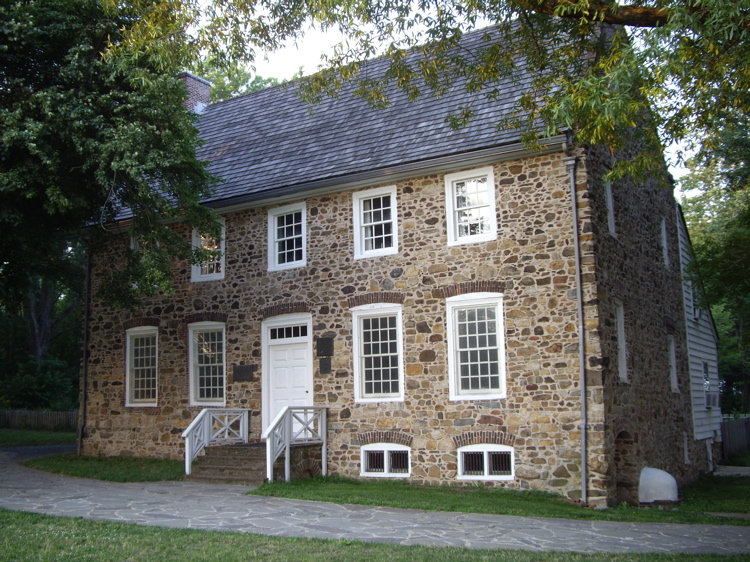
L'abitazione sede della conferenza

I delegati del Congresso fecero poi ritorno a Philadelphia per riferire che Lord Howe "non ha nulla per noi" e che "l'America non deve aspettarsi altro che la totale incondizionata sottomissione." Il Congresso pubblicò poi un resoconto sulla conferenza mentre i britannici non lo fecero e ciò per molti fu visto come un segno di debolezza. Tuttavia alcuni lealisti e degli osservatori britannici sospettarono che i rapporto del Congresso non fosse stato coerente con quanto realmente accaduto e sul suo significato. Un commentatore britannico scrisse: "Si sono incontrati, hanno parlato e se ne sono andati. E ora non rimane nulla se non combattere." Lord Howe riferì del fallimento al fratello e assieme cominciarono quindi a programmare il proseguimento della campagna militare. Quattro giorni dopo la conferenza, le truppe britanniche sbarcarono a Kip's Bay, Manhattan, e occuparono la città di New York.
Il Parlamento inglese dibatté i termini della missione diplomatica, provocando un boicottaggio delle procedure da parte di alcuni membri dell'opposizione. La principale offerta di pace avvenne nel 1778, quando gli inglesi inviarono una commissione guidata dal conte di Carlisle a Phildelphia. La commissione era autorizzata a trattare con il Congresso, offrendo alle Tredici Colonie uno status equivalente a quello di Dominion. Il tentativo però venne minato dal ritiro pianificato delle truppe britanniche da Philadelphia e dalle richieste americane a cui la commissione non era autorizzata a dare risposte.